# Polydesmus dealbatus
Polydesmus dealbatus är en mångfotingart som beskrevs av Paul Gervais 1847. Polydesmus dealbatus ingår i släktet Polydesmus och familjen plattdubbelfotingar. Inga underarter finns listade i Catalogue of Life.